# سكارليت نيكسس (لعبة فيديو)
سكارليت نيكسس (بالإنجليزية: Scarlet Nexus)‏ هي لعبة أكشن تقمص الأدوار نشرتها شركة بانداي نامكو إنترتينمنت. صدرت اللعبة في 25 يونيو 2021 على أجهزة مايكروسوفت ويندوز، بلاي ستيشن 4، بلاي ستيشن 5، إكس بوكس ون وإكس بوكس سيريس إكس وسيريس أس.

## روابط خارجية
سكارليت نيكسس على موقع IMDb (الإنجليزية)